# David Kelly (Mikrobiologe)
David Christopher Kelly CMG (* 17. Mai 1944 in Rhondda, Wales; † 18. Juli 2003 in Longworth, Oxfordshire) war ein britischer Mikrobiologe, UN-Biowaffenexperte und Berater des britischen Verteidigungsministeriums. Er wurde vor allem aufgrund seiner mysteriösen Todesumstände einer größeren Öffentlichkeit bekannt.

## Wissenschaft
Kelly begann 1963 ein Studium der Chemie, Botanik und Biophysik an der University of Leeds, das er vier Jahre später mit dem Bachelor of Science mit einer Spezialisierung auf das Fach Bakteriologie abschloss. Er setzte seine Studien an der University of Birmingham fort, wo er den Master of Science in Virologie erwarb. Im Jahr 1971 folgte die Promotion in Mikrobiologie am Linacre College der University of Oxford. Es folgte ein Aufenthalt an der University of Warwick, bevor Kelly Mitte der 70er Jahre nach Oxford zurückkehrte, wo er am Institut für Virologie und Umweltmikrobiologie tätig war. In seiner akademischen Laufbahn stieg er bis zum Chief Scientific Officer seines Instituts auf und forschte vor allem über Insektenvirologie.
Im Jahr 1984 erhielt Kelly eine Anstellung beim Ministry of Defence, das ihm die Leitung der Defence Microbiology Division in Porton Down übertrug. Ein wichtiger Teil der Arbeit der Abteilung war die Unterstützung bei der Dekontamination von Gruinard Island, das im Zweiten Weltkrieg für Experimente mit Milzbranderregern genutzt worden war. Kelly setzte sich erfolgreich für eine Erweiterung des Auftrags seiner Abteilung im Hinblick auf eine Verteidigung gegen Biowaffen ein, was maßgeblich dazu beitrug, dass der British Army bei der Invasion Iraks 1991 entsprechende Fähigkeiten zur Verfügung standen.
Nachdem Kelly seit 1989 an der Befragung des sowjetischen Überläufers Wladimir Passetschnik über das geheime sowjetische Biowaffenprogramm beteiligt gewesen war, untersuchte er von 1991 bis 1994 im Rahmen einer gemeinsamen britisch-amerikanischen Mission Anlagen vor Ort. Kelly war ferner als Mitglied der United Nations Special Commission (UNSCOM) an der ersten Biowaffen-Kontrollmission im Irak ab August 1991 beteiligt und leitete insgesamt 10 Inspektionsteams in der Golfregion. 1998 nahm er den Bahai-Glauben an. Kelly arbeitete ab 2000 auch für die Nachfolgekommission der UNSCOM, die Überwachungs-, Verifikations- und Inspektionskommission der Vereinten Nationen (UNMOVIC). Im Umfeld des Irakkriegs von 2003 wurde Kelly verschiedentlich von Journalisten für Interviews über den Wahrheitsgehalt der Behauptungen der US- und britischen Regierungen zu irakischen Massenvernichtungswaffen im Vorfeld des Krieges angefragt.

## BBC-Bericht
Kelly wurde von Journalisten als Hauptquelle für einen am 29. Mai 2003 in der Sendung Today von BBC Radio 4 ausgestrahlten Bericht hingestellt, wonach die britische Regierung Geheimdienst-Berichte über irakische Massenvernichtungswaffen aufgebauscht habe. Kelly selbst hielt sich zu diesem Zeitpunkt in New York auf, um an einer Sitzung der UNMOVIC teilzunehmen. Nach der Interpretation von Andrew Gilligan, dem Autor des Berichts, soll vor allem Alastair Campbell, der Kommunikationsdirektor des Premierministers Tony Blair, darauf bestanden haben, in das Dossier gegen den Widerstand des Secret Intelligence Service folgenden Satz einzubringen: „Irakische ABC-Waffen könnten innerhalb von 45 Minuten gefechtsbereit sein.“ Die Regierung wies diese Behauptung umgehend als unwahr zurück. Eine interne Untersuchung des MoD, dem Kelly unterstand, kam Anfang Juli zu dem Schluss, dass keine Maßnahmen gegen Kelly, der seine Vorgesetzten nachträglich über seine Kontakte zu den verantwortlichen Journalisten informiert hatte, einzuleiten seien, und dass der BBC-Bericht vermutlich dessen Aussagen falsch interpretiert habe. Kelly wurde darauf hingewiesen, dass im Zuge des Skandals sein Name in der Presse auftauchen könne.
Nach einem Artikel der Times, der Hinweise auf die Identität des mutmaßlichen Informanten gab, entschied die Regierung Blair am 8. Juli, der Presse die Identität des MoD-Mitarbeiters nicht von sich aus bekanntzugeben, diese jedoch zu bestätigen, falls der Name von Pressevertretern erraten werden würde, was wenig später geschah. Am 11. Juli wurde Kelly von einem Vorgesetzten informiert, dass er vor zwei Ausschüssen des britischen Parlaments Auskunft werde geben müssen, dem Geheimdienst- und Sicherheitsausschuss und dem Ausschuss für auswärtige Angelegenheiten. Letztere Anhörung würde im Fernsehen übertragen.
Am 15. Juli 2003 wurde Kelly vom Ausschuss für auswärtige Angelegenheiten befragt. Dabei wurde er psychologisch unter Druck gesetzt. Unter anderem wurden ihm Fragen gestellt, die der BBC-Reporter Gilligan selbst formuliert hatte. Kelly gab zu, sich mit Gilligan getroffen zu haben. Er bestritt jedoch, dass die Informationen des BBC-Berichts eine wahrheitsgetreue Wiedergabe seiner Äußerungen gegenüber diesem gewesen seien. Am 16. Juli folgte eine nichtöffentliche Anhörung vor dem Ausschuss für Geheimdienste und Sicherheit.

## Tod und Untersuchung
David Kelly verließ am 18. Juli 2003 um 15 Uhr sein Haus in Abingdon, um spazieren zu gehen. Einen Tag später wurde er ein paar Kilometer entfernt von seinem Wohnsitz mit durchgeschnittener Ellenarterie tot aufgefunden. Die Arterie war mit seinem Taschenmesser durchtrennt worden, das jedoch keine Fingerabdrücke aufwies. Neben ihm lag eine leere Schachtel mit Schmerztabletten seiner Frau. Die in seinem Körper gefundene Menge des Schmerzmittels Coproxamol entsprach etwa einem Drittel der tödlichen Dosis.
Nach Angaben der Polizei, deren Untersuchung „Operation Mason“ offiziell bereits begann, bevor Kelly zu seinem Spaziergang aufbrach, gab es keinen Hinweis auf Fremdeinwirkung.
Kelly wurde am 6. August 2003 in Longworth beigesetzt. An der Beerdigung nahmen unter den etwa 160 Trauergästen auch Lordrichter Brian Hutton, der die Untersuchung zu den näheren Todesumständen leitete, sowie der stellvertretende Premierminister John Prescott teil.
Am 11. August 2003 begann im High Court die richterliche Untersuchung der Todesumstände. Die Ergebnisse wurden im Hutton-Bericht veröffentlicht.
Fünf Jahre nach seinem Tod zitierte die Daily Mail eine Freundin Kellys mit der Aussage, er habe niemals jemanden töten können, geschweige denn sich selbst.
Der am 22. Oktober 2010 vom Ministry of Justice veröffentlichte Bericht des Pathologen sowie das ebenfalls veröffentlichte toxikologische Gutachten belegen die These des Selbstmordes.
Lt. einem Artikel der Frankfurter Rundschau vom 3. Februar 2019 bezweifeln britische Mediziner trotz der Indizien, dass Kelly „sich selbst tötete. Sie fordern, den Fall neu aufzurollen. … Die These, dass er sich selbst tötete, wie die von Blair 2003 eingesetzte Kommission des ehemaligen Richters Lord Hutton nach fünfmonatiger Untersuchung befand, halten die acht Unterzeichner des Briefs indes für anfechtbar. … Kenneth Clarke … erwägt, die Dokumente der Untersuchung freizugeben. Lord Hutton hatte empfohlen, sie 70 Jahre lang unter Verschluss zu halten.“

## TV-Dokumentation
- David Kelly – Der Waffeninspekteur (Großbritannien, 2005, 106 min., Arte F, Regie: Peter Kosminsky)[8]